# بالدوین دوم، کنت انو
بالدوین دوم (1056 – ۱۰۹۸؟) از سال ۱۰۷۱ تا زمان مرگش، کنت انو بود. او بر کنت نشین فلاندرز ادعا داشت که به جایی نرسید. او در جریان نخستین جنگ صلیبی در آناتولی ناپدید شد.

## جنگ صلیبی
بالدوین پس از فروختن مقداری از دارایی خود به اسقف لیژ، به لشکر گادفری بوین (به جای لشکر خویشاوند نزدیکترش رابرت دوم، کنت فلاندر، که خانواده اش هنوز با خانواده او در اختلاف داشت) در جنبش نخستین جنگ صلیبی پیوست. در سال ۱۰۹۸ پس از محاصره انطاکیه به همراه هیو کنت ورماندو به قسطنطنیه فرستاده شد تا از امپراتور بیزانس الکسیوس یکم کمک بگیرد. با این حال، بالدوین در جریان یورش ترکان سلجوقی در آناتولی ناپدید شده و احتمالاً کشته شد. سرنوشت بالدوین برای مدت طولانی نامشخص بود تا هنگامی که همسرش ایدا در سال ۱۱۰۶ در مسیر سفر زیارتی به اورشلیم، جستجویی را برای یافتن شوهر گمشده خود در آناتولی ترتیب داد که بی‌نتیجه ماند.